# Àngela de Borja-Llançol de Romaní i de Montcada
Àngela de Borja-Llançol de Romaní i de Montcada (14?? – 4 de maig de 1521) va ser una dona pertanyent a la nissaga valenciana dels Borja, filla de Joana de Montcada i de Jofré de Borja-Llançol de Romaní, baró de Vilallonga —nebot, per part de mare, d'Alexandre VI.
El 1500, es va prometre al futur duc d’Urbino, Francesco Maria I della Rovere —nebot del futur papa Juli II— però el matrimoni no s’arribà a celebrar. Passà a Ferrara com a dama de Lucrècia de Borja. Els dos cunyats de Lucrècia, Hipòlit i Juli d’Este varen viure violents i tràgics amors per l'Àngela. El 1506 Àngela es casà amb Alessandro Pio di Savoia, senyor de Sassuolo, amb qui va tenir un fill, Giberto Pio, el qual es va casar amb Isabella da Correggio.